# Blombach (Wuppertal)

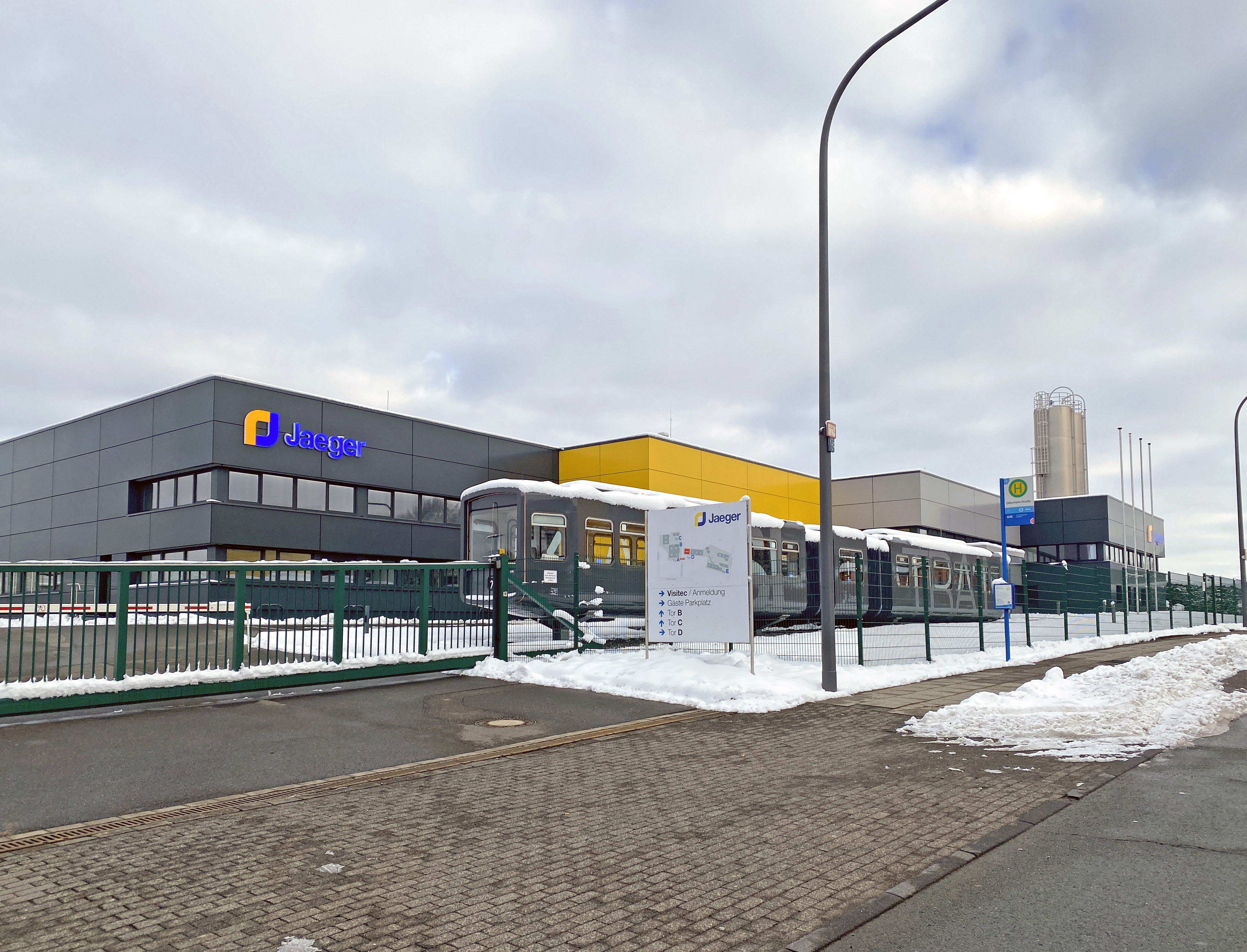
Gewerbegebiet Otto-Hahn-Straße

Blombach ist ein Weiler in der bergischen Großstadt Wuppertal im Ortsteil Ronsdorf. Es besteht aus vier, heute durch die Bahnstrecke Wuppertal-Oberbarmen–Opladen getrennten Wohnplätzen, von denen Oberblombach (südlich der Bahnstrecke) und Unterblombach (nördlich der Bahnstrecke) die größten sind.

## Lage
Der Weiler liegt im Wohnquartier Blombach-Lohsiepen auf einer Höhe von etwa 280 m ü. NHN. Im Ort entspringt der Blombach, ein Zufluss der Wupper. Im Norden befindet sich das Industriegebiet „Otto-Hahn-Straße“ und im Südwesten das Wohnviertel Im Rehsiepen. Richtung Westen befindet sich das Stadtzentrum von Ronsdorf. Ebenfalls westlich befinden sich eine Kleingartenanlage, der Kommunalfriedhof der Stadt Wuppertal sowie das Werksgelände des Kabelherstellers Draka. Im Osten Richtung der Ortschaft Linde verläuft die Bundesautobahn 1 mit der Autobahnabfahrt Wuppertal-Ronsdorf.

## Etymologie und Geschichte
Der Name Blombach leitet sich von dem im Ort entspringenden Blombach ab, dessen Namen die Bedeutung Blumbach, Blumenbach besitzt.
Im Jahre 1502 wird Blombach erstmals urkundlich erwähnt. Bereits 1710 werden fünf Häuser in Blombach genannt.
Auf der Topographia Ducatus Montani des Erich Philipp Ploennies aus dem Jahre 1715 ist der Hof als Blumbec verzeichnet. Auf der Topographischen Aufnahme der Rheinlande von 1824 ist ein Ort als Blumbach verzeichnet und auf der Preußischen Uraufnahme von 1843 wird zwischen den Wohnplätzen Obere und Untere Blombach unterschieden.
1832 war Blombach Titularort der Blombacher Rotte des ländlichen Außenbezirks der Stadt Ronsdorf. Der laut der Statistik und Topographie des Regierungsbezirks Düsseldorf als Dorfschaft kategorisierte Ort besaß zu dieser Zeit 15 Wohnhäuser und 14 landwirtschaftliche Gebäude. Zu dieser Zeit lebten 125 Einwohner im Ort, 22 katholischen und 103 evangelischen Glaubens. Im Gemeindelexikon für die Provinz Rheinland von 1888 werden 16 Wohnhäuser mit 153 Einwohnern angegeben.

## Verkehr
Durch Blombach verläuft die Bahnstrecke Wuppertal-Oberbarmen–Opladen, ohne dass sich hier eine Bahnstation befindet. Ein regelmäßig verkehrender Bürgerbus mit zwei Haltestellen stellt die Verbindung mit dem Ortszentrum von Ronsdorf her. Es ist geplant, dass die heute noch über die Blombachtalbrücke führende Landesstraße 419 im Zuge des autobahnähnlichen Ausbaus am Rande von Blombach entlang fährt und einen direkten Anschluss an die Bundesautobahn 1 erhält. Somit wäre der Autobahnring um Wuppertal vollendet.

## Wirtschaft
In Blombach gibt es eine Geflügelfarm und einen Handwerksbetrieb im Sanitärgewerbe. Die letzte Gaststätte, das „Haus Blombach“, wurde bereits Anfang des 20. Jahrhunderts geschlossen. Auch wenn der Weiler aufgrund seiner ländlich geprägten Lage von Wiesen und Weiden umgeben ist, spielt die Landwirtschaft im Haupterwerbszweig heute keine Rolle mehr.

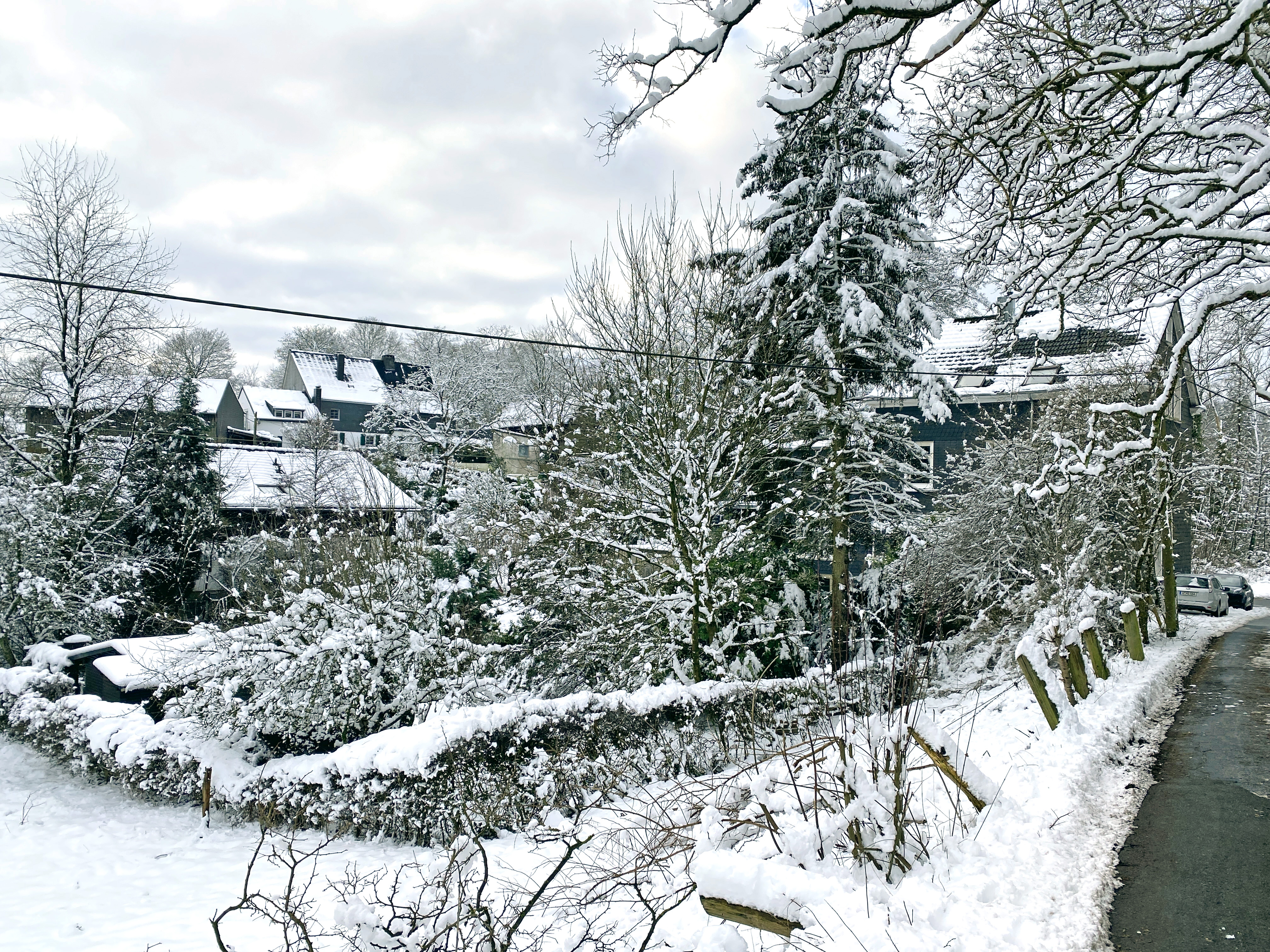
Ortschaft Blombach
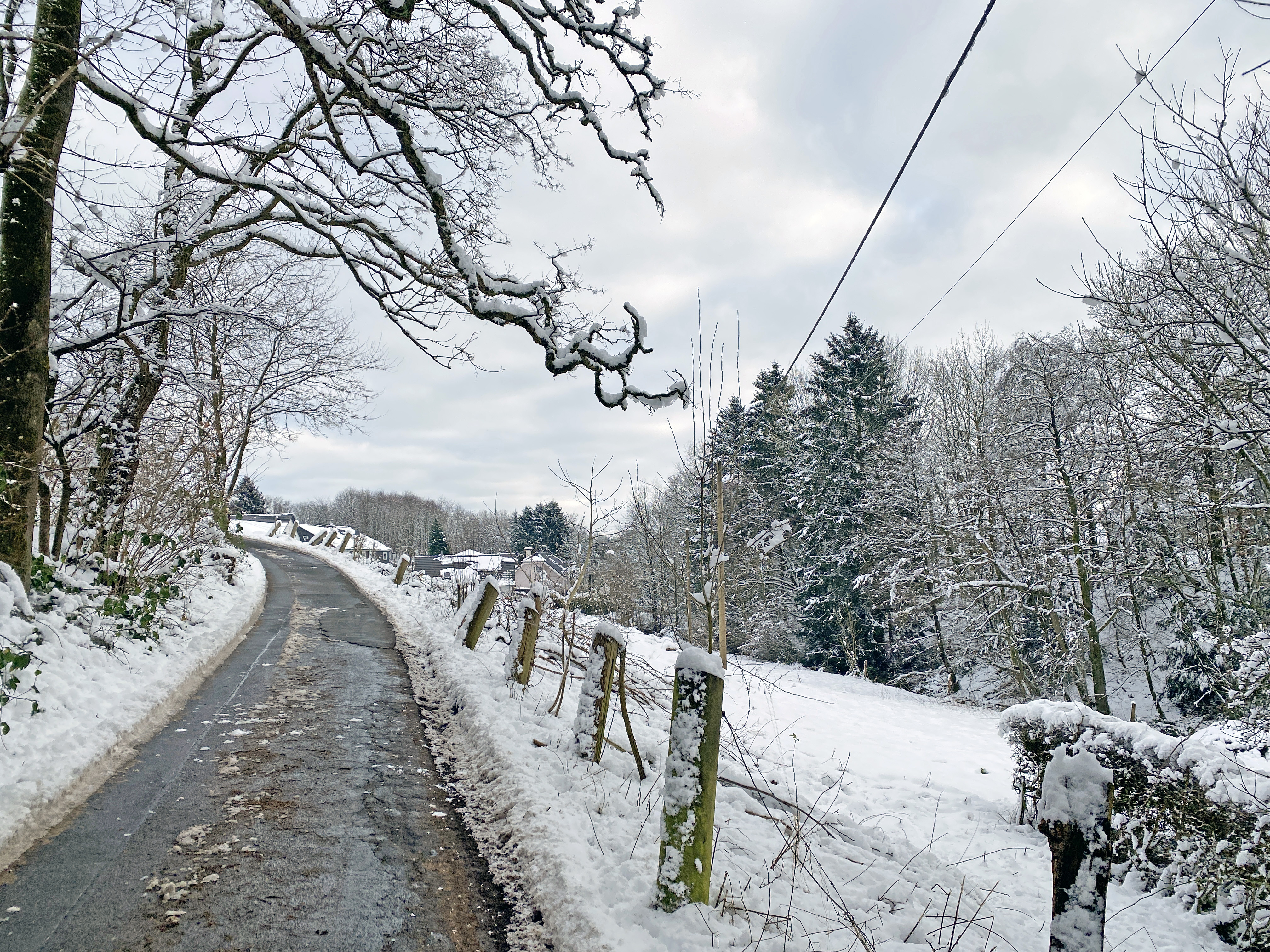
Der Blombach fließt im Einschnitt (rechts)
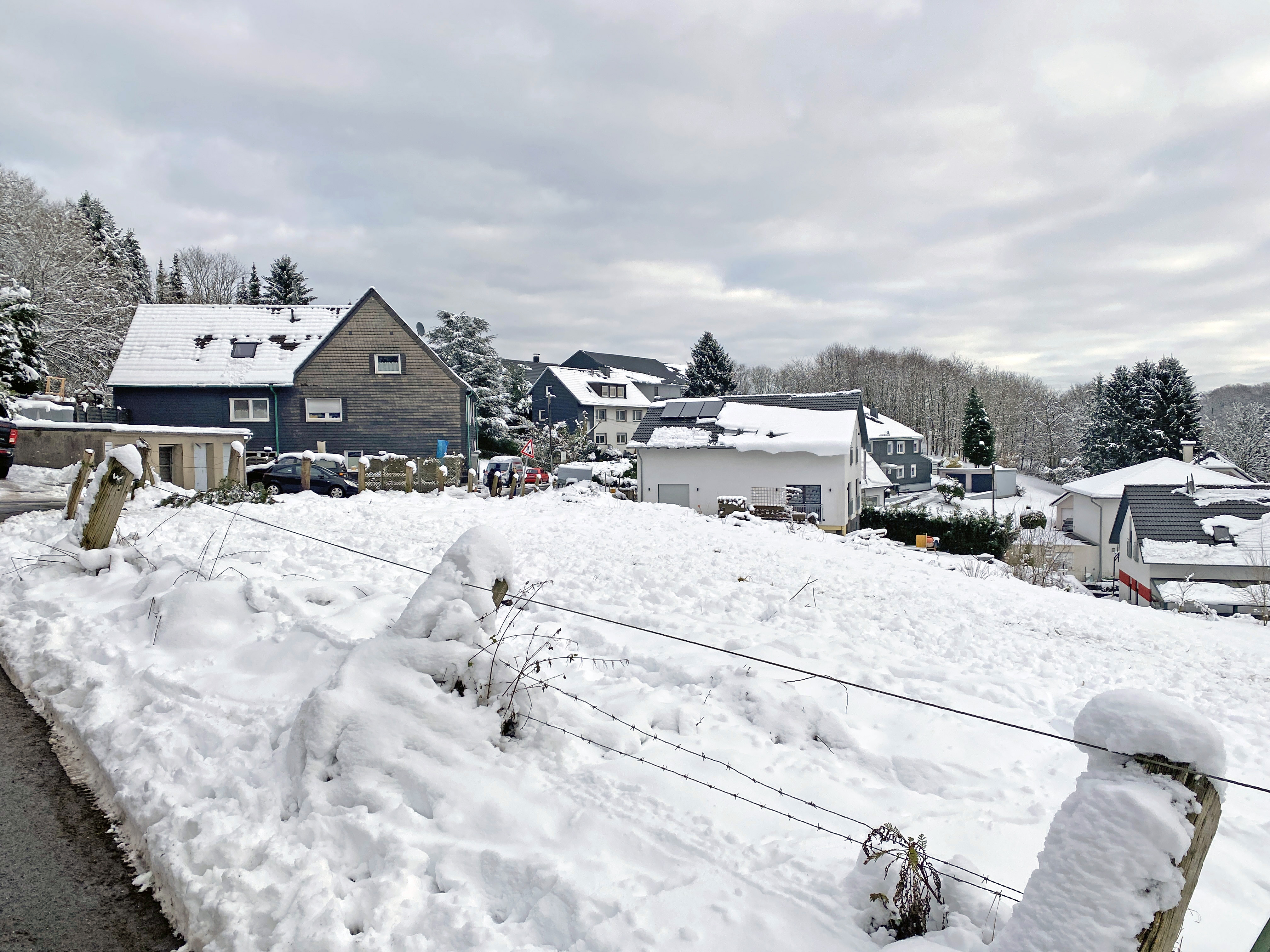
Unterblombach
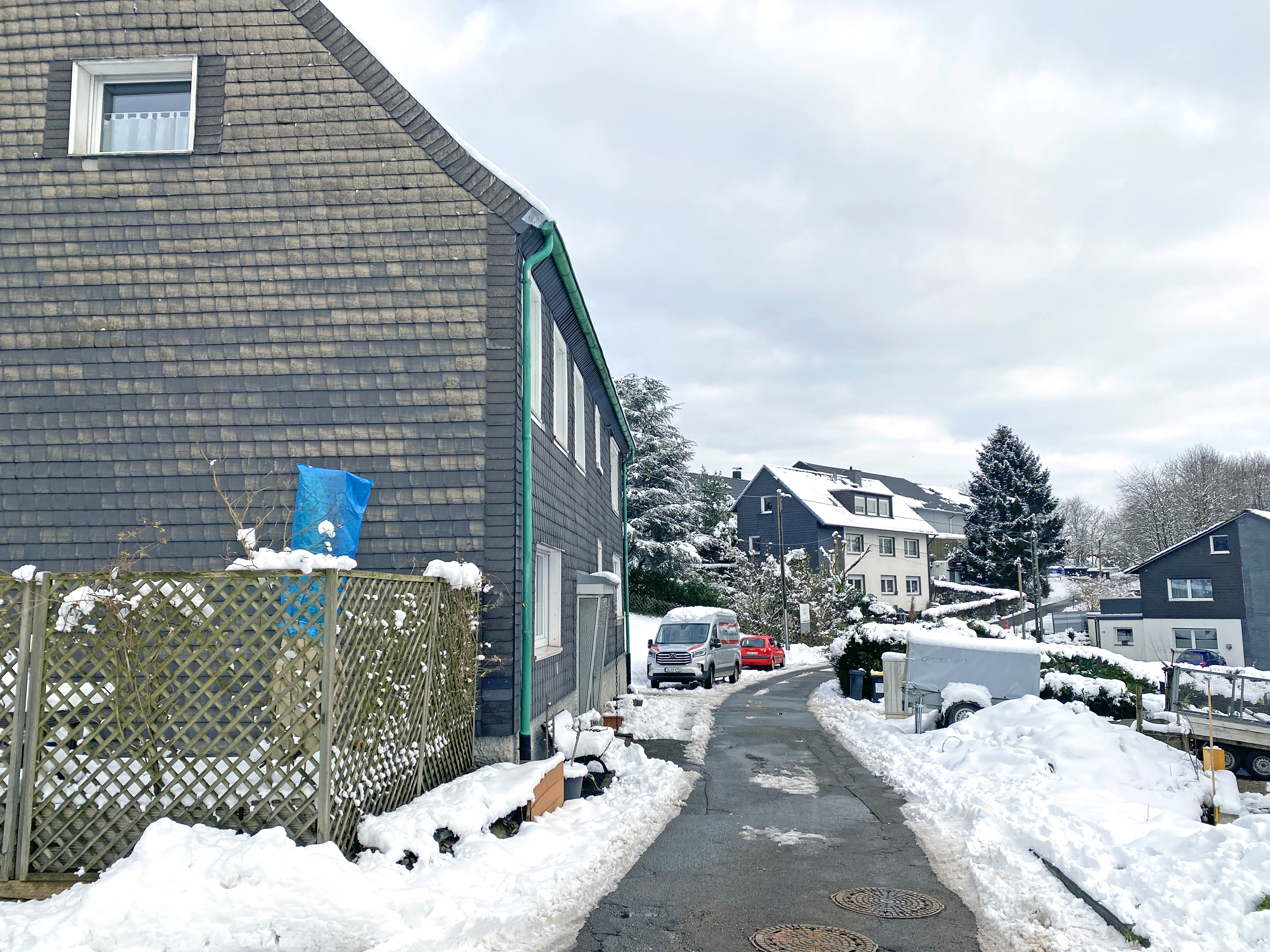
Unterblombach
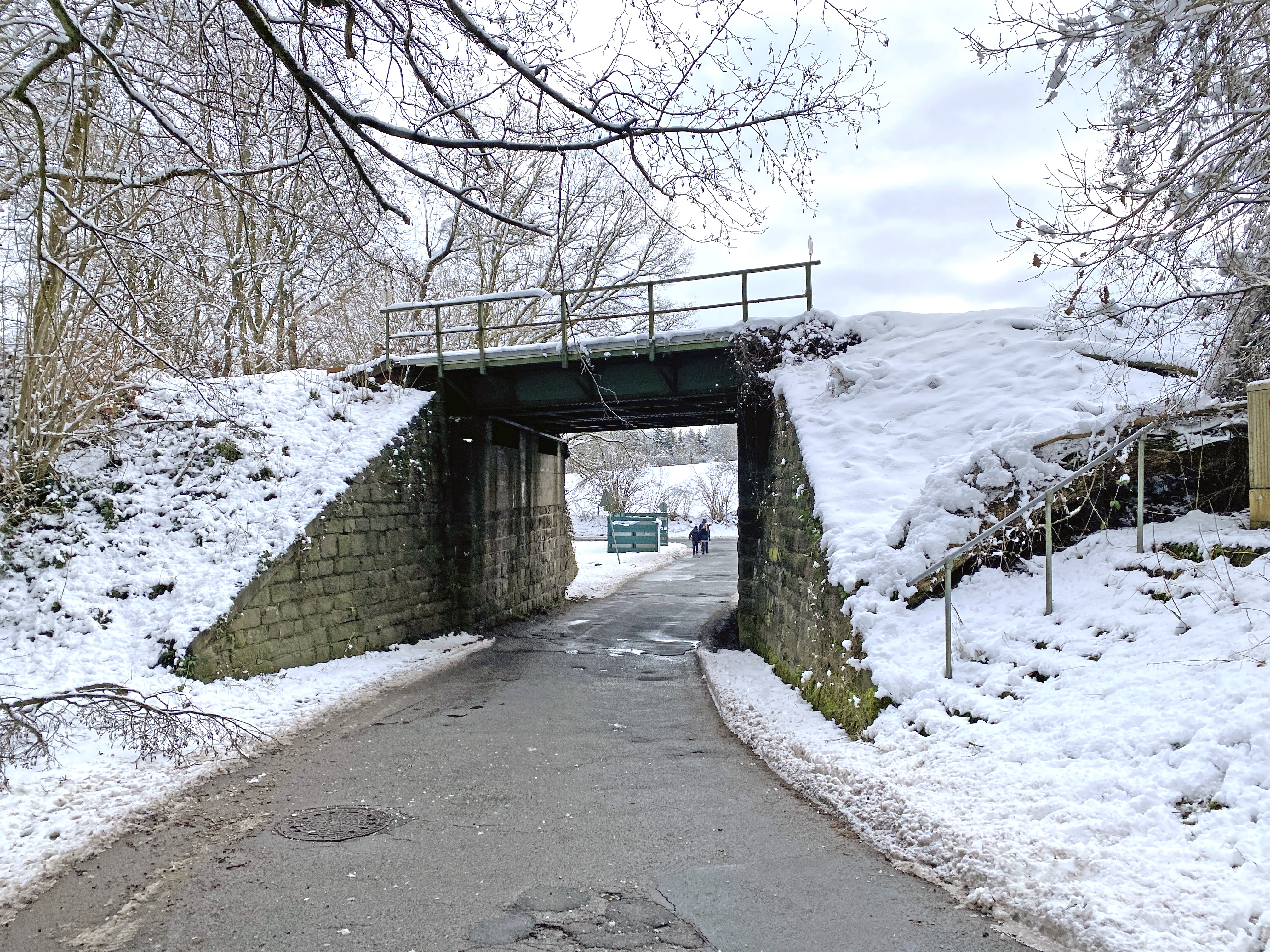
Eisenbahnunterführung Blombach